# Nikolaos Athanasiou
Nikolaos Athanasiou, detto Nikos (in greco Νικόλαος Αθανασίου?; Atene, 16 marzo 2001), è un calciatore greco, difensore del Rio Ave in prestito dall'Olympiacos.

## Caratteristiche tecniche
È un terzino sinistro che predilige la fase offensiva.

## Carriera

### Club
Ha iniziato a giocare a calcio nel settore giovanile dell'Olympiacos per poi passare all'Atromītos nel 2014; il 15 maggio 2021 ha fatto il suo esordio in prima squadra nell'incontro di prima divisione greca vinto 1-0 contro il Volo. Utilizzato con poca frequenza (3 presenze in campionato ed una in Coppa di Grecia nell'arco di una stagione e mezzo), nel gennaio del 2022 è stato ceduto in prestito al Nikī Volo dove ha trascorso una seconda metà di stagione da titolare nella seconda divisione del greca. Rientrato a Peristeri, a partire dalla stagione 2023-2024 ha iniziato a giocare con costanza trovando anche la prima rete in carriera in competizioni professionistiche il 13 aprile proprio contro il Volo.
Il 4 luglio 2025 è stato acquistato a titolo definitivo dall'Olympiacos e pochi giorni dopo è stato ceduto in prestito nella prima divisione portoghese al Rio Ave per una stagione.

### Nazionale
Ha giocato con la nazionale greca Under-18.

## Statistiche

### Presenze e reti nei club
Statistiche aggiornate al 3 agosto 2025.
| Stagione         | Squadra          | Campionato       | Campionato | Campionato | Coppe nazionali | Coppe nazionali | Coppe nazionali | Coppe continentali | Coppe continentali | Coppe continentali | Altre coppe | Altre coppe | Altre coppe | Totale | Totale | Totale |
| Stagione         | Squadra          | Comp             | Pres       | Reti       | Comp            | Pres            | Reti            | Comp               | Pres               | Reti               | Comp        | Pres        | Reti        | Pres   | Reti   |        |
| ---------------- | ---------------- | ---------------- | ---------- | ---------- | --------------- | --------------- | --------------- | ------------------ | ------------------ | ------------------ | ----------- | ----------- | ----------- | ------ | ------ | ------ |
| 2020-2021        | Atromītos        | SL               | 1          | 0          | CG              | 0               | 0               | -                  | -                  | -                  | -           | -           | -           | 1      | 0      |        |
| 2021-gen. 2022   | Atromītos        | SL               | 2          | 0          | CG              | 1               | 0               | -                  | -                  | -                  | -           | -           | -           | 3      | 0      |        |
| gen.-giu. 2022   | Nikī Volo        | SL2              | 20         | 0          | CG              | 0               | 0               | -                  | -                  | -                  | -           | -           | -           | 20     | 0      |        |
| 2022-2023        | Atromītos        | SL               | 5          | 0          | CG              | 2               | 0               | -                  | -                  | -                  | -           | -           | -           | 7      | 0      |        |
| 2023-2024        | Atromītos        | SL               | 17         | 1          | CG              | 5               | 0               | -                  | -                  | -                  | -           | -           | -           | 22     | 1      |        |
| 2024-2025        | Atromītos        | SL               | 30         | 3          | CG              | 3               | 1               | -                  | -                  | -                  | -           | -           | -           | 33     | 4      |        |
| Totale Atromītos | Totale Atromītos | Totale Atromītos | 55         | 4          |                 | 11              | 1               |                    | -                  | -                  |             | -           | -           | 66     | 5      |        |
| 2025-2026        | Rio Ave          | PL               | 0          | 0          | CP+CdL          | 0               | 0               | -                  | -                  | -                  | -           | -           | -           | 0      | 0      |        |
| Totale carriera  | Totale carriera  | Totale carriera  | 75         | 4          |                 | 11              | 1               |                    | -                  | -                  |             | -           | -           | 86     | 5      |        |